# Derdas III
Derdas III (en grec ancien Δέρδας / Derdas) est un archonte d'Élimée de 360 à 355 av. J.-C.

## Biographie
Derdas dirige l'Élimée sous le règne de Philippe II.  Il a pour frère Machatas, le père d'Harpale, et pour sœur, Phila, qui épouse Philippe II vers 359 av. J.-C.,.
Il soutient Philippe dans la seconde guerre d'Olynthe, et est fait prisonnier. Dans le même temps, Philippe s'en sert de prétexte pour soumettre les récalcitrants de la région et contraint les archontes sous sa domination à envoyer leurs fils à Pella comme otages pour y être formés et éduqués à la cour royale dans un esprit de loyauté envers les Argéades.

## Famille

### Mariage et enfants
De son mariage avec la fille d'Archélaos Ier, roi de Macédoine, nait Derdas IV.